# Никодимос Каварнос
Архимандрит Никодимос Кабарнос (греч. Νικόδημος Καβαρνός;  Митилини, Лесбос) — греческий религиозный и культурный деятель, архимандрит Элладской православной церкви.

## Биография
Родился в г. Митилини на острове Лесбос. Там он провел своё детство, завершил обучение в системе среднего образования. Впоследствии он продолжил обучение в Афинах и получил дипломы Высшей Духовной школы Афин и теологического факультета Афинского университета имени Каподистрии. Затем он обучался в Техническом институте Ионических островов (Ликсури, о.Кефалиния) по специальности «Звукотехника и музыкальные инструменты». Полученные знания позволили ему поступить в частную школу в целях совершенствования умений для последующей работы на телевидении в звукорежиссуре. В качестве ассистента режиссёра Каварнос работал в постановках на престижных частных телеканалах Греции. Архимандрит Никодимос Каварнос – яркий пример и исключительный случай того, когда молодой человек и очень юный клирик, применив свой талант, полученные знания и навыки в интересах православной церкви, получил признание в качестве одного из величайших канторов и должность профессора Византийской музыки. Занимаясь изучением Византийской музыки у ряда известных в церковных кругах специалистов Никодимос Каварнос в итоге получил диплом с отличием в этой области. Применил свои знания, служа в должности клирика в православных церквях Митилини и Афин, впоследствии - клирик Афинской Архиепископии. Никодимос Каварнос на протяжении 10 лет неоднократно принимал участие в концертах православной музыки как на территории Греции, так и за рубежом (Турция, Сербия, Черногория). Занимается преподавательской деятельностью по обучению сольному и хоровому Византийскому песнопению. Никодимос Каварнос рукоположён в сан дьякона 24 января 2009 года, пресвитера – 2 февраля 2009 года и в тот же день возведен в сан архимандрита.